# 张文宏 (医生)
张文宏（1969年8月27日—），男，浙江瑞安人，医生，国家传染病医学中心主任，上海复旦大学附属华山医院感染科主任、党支部书记，教授、博士生导师，上海市新冠肺炎医疗救治专家组组长，上海市肝病研究所副所长，上海感染病学会候任主任委员，中华医学会感染病学分会常委，上海市第十五届人民代表大会代表，第十四届全国政协委员。

## 生平
1969年，张文宏出生于浙江省瑞安县（今属温州市）；儿时居住在瑞安县城关镇，就读于城关一小（今玉海中心小学）、瑞安中学。17岁时，他以《论温州模式》一文获得华东地区中学生政治论文竞赛一等奖。
1987年，张文宏考入上海医科大学（现为复旦大学上海医学院）临床医学专业；1993年毕业后，进入（现复旦大学附属）华山医院感染科从事临床工作，并同时一边工作一边继续攻读学位。1996年，张文宏获得了在职中医硕士学位，论文题目是《活血、健脾、补肾三组中药对病证结合血瘀证动物模型的作用观察》。2000年，张文宏继续获得了复旦大学上海医学院的在职博士学位，毕业论文主题是“基因定位肺结核抗药性的分子起源”。2001年，在导师翁心华等人的介绍下，加入中国共产党。
张文宏曾分别在哈佛大学医学院附属BI医学中心、香港大学玛丽医院做访问和博士后工作。他曾获上海市优秀学科带头人、中华医学科技奖、教育新世纪优秀人才、上海市银蛇奖、2020年獲得最美教師稱號。2020年11月30日，張文宏出任上海市重大传染病和生物安全研究院、上海市传染病与生物安全应急响应重点实验室主任。
2021年1月2日，張文宏于華山醫院疫苗接種點接受國產新冠病毒滅活疫苗緊急接種。
2021年7月2日，张文宏被聘为南京大学病毒与感染病研究所兼职教授和名誉所长。
2023年1月，张文宏当选第十四届全国政协委员。

## 言论

### 2019冠状病毒病疫情期间
2020年1月，张文宏在2019冠状病毒病疫情中出任上海医疗救治专家组组长。期间提出：主任亲自查房，而不是“在后面指手画脚”；换岗，“人不能欺负听话的人”，“把所有岗位的医生全部换下来，换成科室共产党员”，“没有讨价还价”。视频在微博等社交媒体反响强烈，被网友称为“硬核主任”。其后他又接受媒体采访时表示：“现在开始每个人都是‘战士’，你在家里不是隔离，是在战斗啊！你觉得很闷吗？病毒也要被你‘闷死’了，‘闷’两个礼拜”“如果全社会都动员起来，‘闷’住病毒，就是为社会做贡献”。此后他又提出了关于复工的3大注意事项，即“防火，防盗，‘防’同事”。
2020年2月底，张文宏接受媒体采访时表示，中国只有武汉最先出现新冠肺炎，如果是外面传到中国来，应该是几个中国城市同时发病，而不是有时间先后。他又说，病毒的源头是一个敏感的问题，但是一定要有“确切的依据”，故不认同病毒来源自中国境外。然而相关报道已从中国大陆新闻网站中删除。
2020年3月5日，张文宏在直播中表示，不用担心美国，不用担心他们不戴口罩，他们2800万人感染流感，只有1.6万人死亡，对美国的医疗体系来说，可以从容应对。
2020年3月15日，张文宏在复旦大学附属华山医院感染科官方微信账号发文称，“原以为中国控制良好，世界也会同步控制，像新加坡、日韩等东亚国家都做得非常好。但现在欧洲突然成为疫情的新中心，给我们带来巨大的不确定性。后续我国仍然面临较大的输入性风险”。他预测，“按照当前全球的抗疫情况，本场疫情在今年夏天结束基本已经不可能。如果意大利和伊朗的疫情继续向纵深演化，那么新冠的跨年度疫情风险越来越大”。
2020年5月15日，張文宏表示，上海就算出现一例、两例，也完全没必要全面筛查。5月16日，张文宏正式开设微博，并解释称开设理由是“看到很多以张文宏名义写的疫情分析或者名言警句，似乎合情但常不合科学道理，也就是说合情而不合理，恐多产生误导”。
2020年5月23日，张文宏在接受媒体采访时表示，称全球冠状病毒病疫情可能要持續1至2年，但在未來三個月中，世界可能會重啟经济发展，標誌中國將會有愈來愈多的輸入性偶發病例，但經濟活動不應受個別偶發病例影響。
2021年1月24日，张文宏在微博发文，首次用“陶瓷店里抓老鼠”描述上海的防疫工作，“既要做到快速追踪，又能保障城市生产生活的正常运转。陶瓷店里如何抓老鼠，考量的不仅是公共卫生系统的能力，更是一个城市精细化治理的智慧和水平”，将上海与“精细防控”关联并提出“上海样本”等夸赞上海防疫水平的词组。不过，上海之外的中国居民对此表现出反感，反而引发上海人对张文宏更加坚定的支持，许多上海市民和上海媒体在社交媒体发布大量吹捧张文宏的文章，称“（张文宏）代表着中国男性的最好状态。穿得得体，不油腻；中产、高级技术人才的中产绅士派头；大城市居民”、“张文宏只有上海这样的城市才有”、“他是这个城市的英雄，是这个2000万级人口的大都市的守护神”、“在疫情最紧张的时候，有很多上海人晚上是看了张文宏的消息才入睡的。人们亲切地喊他‘张爸爸’，我认为只有上海人喊才是最贴切的”。
2021年6月6日，张文宏在接受媒体采访时谈到，从原则上讲，只有中国可以做到消灭新冠病毒，但其他地方的城市管理可能达不到这个水平，所以新冠病毒会一直在地球上存在，人类应该学会与其共存。同年7月份南京禄口机场爆发疫情后，张文宏再度提出“世界要与病毒共存”，被前中国卫生部部长高强于《人民日报》撰文明确提出反对，不点名批评张文宏并认为该言论不负责任。此外中共中央總書記习近平也不滿「新冠病毒與人類共存」這一觀點，习近平曾表示，疫情防控过程中官员们的思想是否正变得松懈麻痹。
2021年11月12日，张文宏在中国国际医疗健康产业高峰论坛上发表《传染病消除：挑战与未来》的演讲，張文宏表示「我们不要期望病毒流行随着疫苗接种在世界上就此消失」。
2022年3月，上海疫情逐渐失控，张文宏却称“新冠没有那么吓人，不能盲目一刀切，以犧牲人民生活為代價的清零，但也不能發生‘規模性的疫情反彈’，也不能迅速开放，這樣会引起短时间内大量人群感染，而且社会面清零策略對控制奥密克戎疫情來說仍然是非常重要的，所以抗疫時應考慮成本效益”，国际媒体称其“深陷舆论漩涡”。上海封城并引发广泛争议後，张文宏被网民发现连续一周没有露面，而且张文宏的新浪微博自3月24日起就未再更新，也无法留言评论，而他在3月24日和25日的官方疫情通报时還以「上海市新冠肺炎医疗救治专家组组长」的身份亮相。有輿論猜測张文宏可能因主張「與病毒共存」的理念，并在上海推进“精准防控”、“反對一刀切”而与官方動態清零意见不一而被撤换。
2022年4月9日，張文宏發聲表示奥密克戎不是大号流感，要实现社会面清零。
2022年12月，張文宏表示自己感染過奧密克戎變異株。

#### 被舉報論文涉嫌抄襲
2021年8月，张文宏的博士学位论文（在职博士）被赵盛烨等举报其综述部分抄袭齐鲁理工学院的黄海南教授的1998年在《中华结核和呼吸杂志》发表的《KatG基因的分子生物学与结核分支杆菌异烟肼耐药》一文。8月15日，复旦大学宣布启动调查核实張文宏的博士論文問題。中国社科院国家文化安全与意识形态建设研究中心副主任朱继东微博表示要严厉查处，另外一些中国大陆学者、网友则表示支持张文宏。
2021年8月23日，复旦大学学术规范委员会发布调查结果，认定张文宏博士学位论文符合当年博士学位论文的要求，附录综述部分存在写作不规范，不影响博士学位论文的科研成果和学术水平，不构成学术不端或学术不当行为。
随后，首都医科大学校长饶毅在其个人公众号《饶议科学》发表评论文章，称“某大学显然是为了支持个人，一位有优点、做过利国利民好事的个人”，并认为，对于张文宏博士论文的处理，还有更妥当的解决办法：“例如可以同时：复旦大学宣布取消学位；华山医院宣布保留全部职务；上海卫健委宣布保留疫情全部职责。”
2021年10月，张文宏作为通讯作者的期刊论文遭到撤稿处理。

### “不能吃粥”事件
2020年4月15日下午，中国驻欧盟使团、驻比利时、荷兰、卢森堡使馆与上海市外办联合组织防控新冠肺炎疫情视频讲座，并邀请张文宏在讲座中与民众交流、答疑。张文宏在讲座中提到，疫情期间一定要注重孩子的饮食结构，一定要吃高营养、高蛋白的东西——例如牛奶、鸡蛋；“早上不许吃粥”。张文宏的上述言论引发了中国大陆网民的激烈争论，部分网民将“吃牛奶”与西方饮食习惯、“吃粥”跟中国大陆传统饮食习惯关联起来，谴责张文宏“崇洋媚外”；也有网民指出粥的营养密度比较低，牛奶等食品确实是更好的选择。其后，张文宏公开回应表示，认为“重症转轻症最主要的一点要保证营养和蛋白质，这时候，靠粥和咸菜你就麻烦了”。

### 奥密克戎只有4%患者发烧事件
2022年6月16日，张文宏和华山医院团队在中国疾控杂志CDC Weekly发文称在上海3-5月的奥密克戎疫情中，非高危组的患者中90%无症状，只有4%的患者有发热症状。随后该文章被多家媒体引用，施压中国政府放开疫情管控。网路上的网民据此编出“我都无症状了，难道还要让我变成益生菌吗”的段子，讽刺中国政府的清零政策。张文宏在7月12号表示，“美国因为死了100多万人，每天新增病例是你的7000倍，但人家的日子过的跟花儿似的。我们如果不开放，那就要被人家取笑了。”，對於放開後有症狀者相對多，張文宏自己則是在12月20日的會議中曾提到，他當時遇到疫情是以中國剛接種第一批次疫苗，此次突然放開多數人已經近一年未及時接種，所以恐難阻症狀。
2023年，在中國大陸優化防疫政策後，上海專家紛紛出來跟張文宏劃清界限。上海交通大學醫學院附屬上海兒童醫學中心殷勇說，上次上海疫情期間，方艙醫院後台數據是近90%有症狀。復旦大學附屬兒科醫院曾玫當時對感染家庭成員的統計，89.1%有症狀，有症狀感染者中兒童96.7% 發燒，成人73.2%發燒。與現在的情形一樣，認為張文宏造假數據或是定義不清。

## 著作
- 《张文宏教授支招防控新型冠状病毒》[53]（已有波斯語、義大利語、英語、法语、日语、葡萄牙語翻譯版本）[54][55][56]
- 《内科学-感染科分册（住院医师规范化培训教材）》[57]（副主编）
- 《张文宏说传染》，中信出版集团[58]

## 荣誉
- 中国医师奖（2020年）[59][60]
- 全国抗击新冠肺炎疫情先进个人（2020年）[61]
- 国之名医·优秀风范奖（2017年）[62]
- 上海市科学技术普及奖特等奖（2022年度）[63]。

### 以张文宏的名字命名的细菌
- 张文宏拟杆菌 Bacteroides zhangwenhongii Ge et al. 2021[64]